# 若竹竜士
若竹 竜士（わかたけ りゅうじ、1987年10月10日 - ）は、大阪府豊中市出身の元プロ野球選手（投手）。

## 経歴

### プロ入り前
豊中市立新田小学校1年時に4歳上の兄（後述）の影響で軟式野球を始め、小学校6年間投手だった。豊中市立第四中学校入学後に硬式野球を始め、ボーイズリーグの「大淀ボーイズ」では内野手も務めたが中学3年時から再び投手に専念した。同学年で「箕面スカイラーク」に所属していた岡田貴弘とは小学生時代から何度も対戦していた。
育英高等学校に進学後は1年秋からベンチ入りし、トルネード投法気味のフォームから投げる速球を武器に本格派右腕として注目された。2年秋にエースとして秋季兵庫県大会、近畿大会で共に準優勝し、翌春の第77回選抜高等学校野球大会に出場。初戦で木下達生を擁する東邦高等学校と対戦し、延長10回を完投したが0-1のサヨナラ負けを喫した。夏は兵庫大会5回戦で前年の秋季大会で敗れた大西正樹を擁する神戸国際大附属高校と再戦するも敗退。入学時に最速136 km/hだった球速は最速148km/hを記録した。
2005年の高校生ドラフトで阪神タイガースから3巡目指名を受け入団。入団当初は藤川球児の名を挙げてリリーフを志望していた。

### プロ入り後
2006年はウエスタン・リーグで11試合に登板。秋には久保康生投手コーチから変化の小さいスライダーを学んだ。
2007年は二軍の先発ローテーションに定着し、二軍では14試合に登板して防御率2.65を記録した。7月5日の東京ヤクルトスワローズ戦で一軍初登板・初先発。5イニングを投げ、2回に福川将和に打たれた3ラン本塁打を含む被安打2、死球1、失点3で敗戦投手となったが、失点した2回以外は1人も走者を出さなかった。
2008年は二軍で先発投手を務め、7月6日の中日ドラゴンズ戦で二軍ながらノーヒットノーランを達成。しかし、好不調の波が激しく二軍での成績は前年より落ちて一軍昇格もなかった。
2009年も一軍昇格はなく、二軍では18試合に登板した。
2010年は春季キャンプで一軍に帯同したが、3月14日のオープン戦で一塁手の葛城育郎と接触した際に左膝靭帯を損傷した。5月下旬に実戦登板に復帰、3年ぶりに一軍昇格し4試合に登板した。
2012年4月28日、今成亮太とのトレードで北海道日本ハムファイターズへ移籍（5月1日公示）。同年はイースタン・リーグで20試合に登板して防御率1.46を記録したが、一軍では2試合の登板にとどまった。
2013年は二軍で20試合に登板して防御率4.35と前年より成績を落とし、10月1日に球団から戦力外通告を受けた。

### 三菱重工神戸・高砂時代
2014年2月1日より、三菱重工メカトロシステムズに嘱託職員として入社。同社の社会人野球チーム・三菱重工神戸硬式野球部に入部する。同部がプロ野球経験者を選手として迎え入れた事例は、若竹が初めてであったが、2018年の第44回社会人野球日本選手権大会に三菱重工神戸・高砂の投手として登板したことを最後に現役を引退。三菱重工メカトロシステムズも退社した。

### 現役引退後
2019年1月1日付で、阪神に球団職員として復帰した。事業本部振興部で「タイガースアカデミー ベースボールスクール」の専属コーチを務めた後に、2020年1月1日付で一軍のサブマネジャー（用具担当）へ異動。

## 選手としての特徴・人物
最速149km/h、平均140km/h前後の速球とスローカーブを軸にスライダー、フォークボールも投げる。スローカーブは時に80km/h台、2006年には82km/hを記録し、一軍初登板時のテレビ中継で野球解説者がプロ入り時の二軍投手コーチである星野伸之を引き合いに出したほどの落差を持つ。
制球力が課題で、それを克服するためにプロ入り後は常にセットポジションから投げていたが、2008年にはノーワインドアップから投げる姿も確認された。
野球を始めたきっかけは兄・純一の影響である。兄は岡山学芸館高等学校で主将を務め、第73回選抜高等学校野球大会に遊撃手として出場している。
日本ハム移籍時の交換相手であった今成とは、阪神に球団職員へ復帰した2019年に、球団の事業本部振興部で同僚になっていた。今成が前年（2018年）限りで現役を退いたことを機に球団職員へ転身したことによるもので、振興部への配属後は、若竹と同じく「タイガースアカデミー　ベースボールスクール」の専属コーチを務めていた。若竹が一軍のサブマネジャーへ異動した2020年も、今成は同部に籍を置いたまま「タイガースアカデミー」のコーチを続けている。

## 詳細情報

### 年度別投手成績
| 年 度     | 球 団     | 登 板 | 先 発 | 完 投 | 完 封 | 無 四 球 | 勝 利 | 敗 戦 | セ 丨 ブ | ホ 丨 ル ド | 勝 率 | 打 者 | 投 球 回 | 被 安 打 | 被 本 塁 打 | 与 四 球 | 敬 遠 | 与 死 球 | 奪 三 振 | 暴 投 | ボ 丨 ク | 失 点 | 自 責 点 | 防 御 率 | W H I P |
| --------- | --------- | ----- | ----- | ----- | ----- | -------- | ----- | ----- | -------- | ----------- | ----- | ----- | -------- | -------- | ----------- | -------- | ----- | -------- | -------- | ----- | -------- | ----- | -------- | -------- | ------- |
| 2007      | 阪神      | 2     | 2     | 0     | 0     | 0        | 0     | 1     | 0        | 0           | .000  | 27    | 6.1      | 6        | 1           | 1        | 0     | 1        | 4        | 0     | 0        | 4     | 4        | 5.68     | 1.11    |
| 2010      | 阪神      | 4     | 0     | 0     | 0     | 0        | 0     | 0     | 0        | 0           | ----  | 33    | 6.0      | 8        | 0           | 5        | 0     | 0        | 4        | 0     | 0        | 7     | 5        | 7.50     | 2.17    |
| 2011      | 阪神      | 2     | 0     | 0     | 0     | 0        | 0     | 0     | 0        | 0           | ----  | 19    | 4.0      | 6        | 0           | 2        | 0     | 0        | 2        | 0     | 0        | 4     | 4        | 9.00     | 2.00    |
| 2012      | 日本ハム  | 2     | 0     | 0     | 0     | 0        | 0     | 0     | 0        | 0           | ----  | 14    | 2.1      | 3        | 1           | 3        | 0     | 1        | 0        | 0     | 0        | 1     | 1        | 3.86     | 2.57    |
| 通算：4年 | 通算：4年 | 10    | 2     | 0     | 0     | 0        | 0     | 1     | 0        | 0           | .000  | 93    | 18.2     | 23       | 2           | 11       | 0     | 2        | 10       | 0     | 0        | 16    | 14       | 6.75     | 1.82    |

- 2013年度シーズン終了時

### 記録
- 初登板・初先発：2007年7月5日、対東京ヤクルトスワローズ11回戦（阪神甲子園球場）、5回3失点で敗戦投手[8][14]
- 初奪三振：同上、2回表に松岡健一から空振り三振

### 背番号
- 49 （2006年 - 2012年途中）
- 43 （2012年途中 - 2013年）

### 登場曲
- 「Your eyes only」EXILE（2006年 - 2007年）
- 「時の描片～トキノカケラ～」EXILE（2008年）
- 「流れ星〜Shooting Star〜」HOME MADE 家族 （2009年 - 2013年）